# Federico Caputi
Federico Caputi (Latina, 13 maggio 1950 – Latina, 3 agosto 2025) è stato un calciatore e allenatore di calcio italiano, di ruolo centrocampista o difensore.

## Biografia
Ultimo di 11 fratelli, è morto nell'estate 2025 all'età di 75 anni.

## Caratteristiche tecniche
Centrocampista laterale offensivo ad inizio carriera, arretra il raggio di azione fino a ricoprire il ruolo di libero.

## Carriera

### Giocatore
Si appassiona al calcio sin da bambino e inizia la sua carriera militando nelle giovanili della squadra della sua città, il Latina. Dopo il debutto con la squadra in Serie C, viene acquistato dal Monza nel 1970, con cui esordisce in Serie B.
Prosegue la carriera con la Lucchese, di nuovo in C, e quindi Taranto, Atalanta, Catania e Pescara in Serie B, sommando complessivamente 244 presenze e 7 reti fra i cadetti. Con la maglia pescarese ha ottenuto una promozione in B nella stagione 1982-1983.
Conclude la carriera agonistica dopo un ultimo anno al Taranto, in Serie C1.

### Dopo il ritiro
È stato responsabile tecnico del settore giovanile del Latina.